# Sitana attenboroughii
Sitana attenboroughii ist eine Art der Agamen-Gattung Sitana, die in der Küstenregion von Kerala in Südindien neu entdeckt und im Jahr 2018 erstbeschrieben wurde. Die neue Echsenart wurde nach dem britischen Tierfilmer und Naturforscher Sir David Attenborough benannt.

## Merkmale
Sitana attenboroughii ist gegenüber den anderen Arten der Gattung mit einer maximalen Kopf-Rumpf-Länge von 55,7 mm eine mittelgroße Art. Die vergrößerten Schuppen an der moderat großen Kehlfahne, die sich über bis zu 36 % des Körpers erstreckt, sind leicht gesägt. Es sind mehr als 72 bis 74 Ventralschuppen (Bauchschuppen) und 35 bis 38 Vertebralschuppen (mediane Rückenschuppen, Wirbelschuppen) vorhanden.
Der Kopf des Holotypus, ein Männchen, ist relativ lang, breit, nicht abgeflacht und deutlich vom Hals abgesetzt. Die Schnauze ist relativ lang, stumpf konisch und länger als der Augendurchmesser. Die Augen sind groß, ihre Pupille rund, die Augenlider sind mit kleinen Schuppen besetzt. Der Körper ist schlank, um die Körpermitte liegen 51 Reihen von Schuppen, 10 bis 12 davon auf dem Rücken. Der Schwanz ist gleichmäßig beschuppt. Der Holotypus war dunkelbraun, der Rumpf oberseits mit fünf dunklen, rautenförmigen Flecken. Beginnend am hinteren Rand des Tympanons verlaufen entlang des Rumpfes seitlich oberhalb der Flanken zwei helle Streifen. Die Gliedmaßen sind braun mit dunklen Bändern. Der Kopf ist wie der Rumpf gefärbt, nur die Labialen sind weiß mit einer gelben Tönung. Die Unterseite ist weiß. Die Paratypen ähneln dem Holotypus weitgehend, lediglich die Anzahl der Ventralschuppen ist unterschiedlich.
Morphologisch ist Sitana attenboroughii der Art Sitana visiri (Deepak 2016) ähnlich, weist jedoch eine höhere Anzahl Bauchschuppen und eine vergleichsweise kurze, aber reich gefärbte Kehlfahne auf. Auch von anderen Arten der Gattung unterscheidet sie sich durch ihre orange und blaue Färbung der Kehlfahne.

## Verbreitung und Lebensraum
Die Art wurde im Küstengürtel des Distrikts Thiruvananthapuram, dem südlichsten Distrikt des indischen Bundesstaates Kerala, entdeckt. Es ist die einzige bekannte Art der Gattung Sitana im Bundesstaat Kerala. Sie wurde in der Nähe des südlich der Hauptstadt Thiruvananthapuram gelegenen Fischerdorfes Puvar in einem von Sanddünen und stacheligen Gräsern geprägten Habitat gefunden. Der jährliche Niederschlag beträgt dort 1835 bis 1865 mm. Da dies der einzige Bereich in der Region ist, in dem dieser Lebensraumtyp noch vorhanden ist, gilt die Echse in diesem kleinen Gebiet als endemisch. Ihr Lebensraum ist vor allem durch die fortschreitende Tourismusentwicklung bedroht, daher gilt die Art in ihrem Bestand als stark gefährdet.

## Lebensweise
Im Oktober wurden adulte Männchen in der Sonne liegend auf Agavenblättern beobachtet. Weibchen rannten im Sand zwischen dem stachligen Gestrüpp der Küstenvegatation, daneben fanden sich Fußspuren und Höhlen der Tiere. Wenn sie gestört wurden, suchten die Agamen Schutz zwischen den stacheligen Basen von Pflanzen oder in Höhlen. Männchen waren vor allem vom frühen Morgen bis zum Mittag aktiv und zeigten anderen Tieren ihre Kehlfahne. Bei einer Bestandsaufnahme am Typenfundort(Terra typica) im Juli wurden ausschließlich Jungtiere gefunden. Dies deutet darauf hin, dass sich die Tiere zweimal im Jahr paaren.